# 奥拉夫二世
圣奥拉夫二世·哈拉尔松（Olav II Haraldsson den Hellige；约995年—1030年7月29日），挪威国王（1015年—1028年在位）。奧拉夫二世於1030年7月29日的斯蒂克莱斯塔德战役中戰死後一年後被追封「永恆的挪威國王」，並於尼達羅斯由主教格里姆凱特爾封聖。他的遺體供奉在興建在他的墓地上的尼達洛斯主教座堂。他被封為聖人是因為他將基督教在斯堪的納維亞半島的維京人/北歐人間廣泛傳播。
奧拉夫二世封為挪威當地的聖人後於1164年被教皇亞歷山大三世認可，使他成為羅馬天主教教會公認。其後他也成為東正教的一位同樣重要的聖人（瞻禮日為7月29日），也是東西教會大分裂前最後一位著名的聖人之一。宗教改革後，他是路德會和聖公會一些成員中紀念的歷史人物。
奧拉夫·哈拉爾松薩迦和聖奧拉夫的傳奇成為挪威人民族身份的核心。特別是在浪漫民族主義時期，奧拉夫二世是挪威獨立和驕傲的象徵。挪威國徽上的斧頭象徵著聖奧拉夫，而國旗日（“Olsok”）（7月29日）是紀念他的日子。許多與斯堪的納維亞有聯繫的基督教機構以及挪威的聖奧拉夫勳章都以他命名。
奥拉夫二世在年轻时代曾为横行海上的劫掠武士的首领。早在1009年—1013年，他即前往不列颠参与那里盎格鲁-撒克逊人与丹麦人的激战（先是支持丹麦人，后又站在盎格鲁—撒克逊人一边）。1014年，奥拉夫在法国城市鲁昂接受洗礼，从此便坚定不移地信仰基督教。他在1015年成为国王後，开始在挪威强制推行基督教。为使长期信奉北欧神灵的臣民改宗，他不惜采取一些残酷的政策。

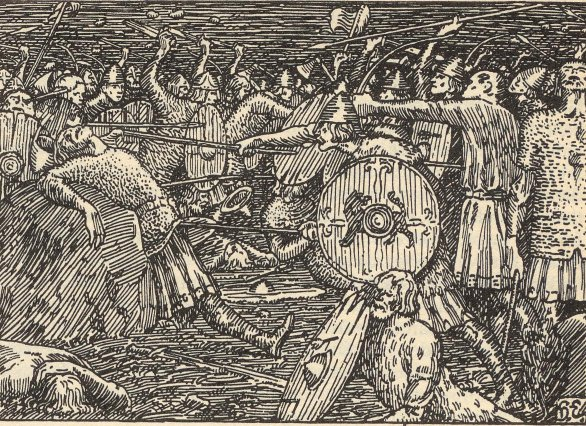
1030年7月29日，挪威国王奥拉夫二世在斯蒂克萊斯塔戰役中战死。

## 生平
聖奧拉夫出生於靈厄里克。他的母親是阿斯塔·古德布蘭德斯多塔，他的父親是挪威第一任國王金髮哈拉爾的曾孫哈拉爾·格倫斯克。哈拉爾·格倫斯克於阿斯塔·古德布蘭德斯多塔懷有奧拉夫時去世。後來，阿斯塔·古德布蘭德斯多塔與西格德·希爾（Sigurd Syr）結婚，並與他誕下其他孩子包括其後成為挪威未來國王的哈拉爾·哈德拉達（無情者哈拉爾）。
奧拉夫二世的生平大多數人會以挪威王列傳中記載約1225年起出現記載的奧拉夫二世作為依據。儘管挪威王列傳中的記載是否事實令人懷疑，但這薩迦對奧拉夫二世的事蹟的記載如下。
約於1008年，奧拉夫二世在愛沙尼亞薩雷馬島上登陸。薩雷馬島的人對突如其來的奧拉夫二世的要求最初是同意的，但隨後在談判中他們突然集結一支軍隊並襲擊挪威人。儘管如此，奧拉夫二世還是贏得這場戰鬥。
據說奧拉夫二世曾夥同維京海盜高大的索克爾參加於1011年與坎特伯雷圍城戰。
奧拉夫二世於1008年的某個時候航行到芬蘭南部海岸。此旅程引致赫達勒戰役發生，奧拉夫二世和他的士兵們最終在樹林中被伏擊。奧拉夫二世雖然失去了很多士兵，仍能回到他的戰船上。即使暴風雨來了，他仍然下令他的船隻起錨。芬蘭人開始追截，並在陸地上追到奧拉夫二世的船隊。儘管如此，他們最終還是倖存下來。戰場的確切地點尚不能確定，並且未知道是否與“赫達勒”相近的地方。該地點可能是芬蘭的新地。
奧拉夫二世青少年時代曾到過波羅的海，然後再去丹麥，跟著去了英格蘭。吟唱詩歌中記載奧拉夫二世曾經領導一次成功的海上襲擊，摧毀倫敦橋，儘管沒有盎格魯-撒克遜的記錄證實此事。可能是在埃塞爾雷德於1014年收復倫敦及重登英格蘭國王王位並驅逐克努特大帝的那個時候。
1027年，奥拉夫二世联合瑞典进攻克努特大帝统治的丹麦，遭惨败，逃亡至古罗斯城市诺夫哥罗德，1028 年起義後曾流亡到雅羅斯拉夫爾。克努特大帝乘机兼领了挪威王位。1030年，奥拉夫二世返国试图夺回王位时于斯蒂克莱斯塔德战役中战死。他在死后不久即被尊为挪威的主保圣人。